# Ana Iris Simón
Ana Iris Simón Cuesta (Campo de Criptana, Ciudad Real, 2 de junio de 1991) es una periodista y escritora española. Alcanzó notoriedad gracias a su primer libro, Feria (2020).

## Biografía
Ana Iris Simón nació el 2 de junio de 1991 en Campo de Criptana, en la Mancha ciudadrealeña, donde vivió su primer año de vida. Posteriormente vivió en Noblejas, pero fundamentalmente creció en Ontígola -ambos pueblos de la provincia de Toledo- siguiendo los destinos laborales de sus padres, de profesión carteros. Siguió vinculada a Campo de Criptana, donde residían sus cuatro abuelos, aunque su abuela materna procedía de Castuera (Badajoz) y su abuelo materno de Albacete, siendo ambos feriantes.
Estudió en los colegios públicos Virgen del Rosario de Ontígola y Vicente Aleixandre de Aranjuez, y en el IES Alpajés de esta última localidad, en la que trabajaba su padre, aunque siguió viviendo en Ontígola hasta los 18 años. Después se trasladó a Aranjuez y estudió Comunicación Audiovisual y Periodismo en la Universidad Rey Juan Carlos de Fuenlabrada.
Tras residir en Madrid y Ávila, volvió a Aranjuez, donde tiene dos hijos junto a su pareja, el politólogo Hasel-Paris Álvarez.

## Trayectoria
Fue redactora de Telva y posteriormente de Vice España, donde escribía principalmente sobre política, derechos sociales, música y cuestiones de género, así como guionista en Playz de RTVE.
En octubre de 2020 se publicó Feria, su ópera prima, que rápidamente se convirtió en un fenómeno editorial.
El 22 de mayo de 2021 fue invitada como oradora al Palacio de la Moncloa en un acto enmarcado en el programa Reto Demográfico del documento España 2050 contra la despoblación frente al presidente del Gobierno, Pedro Sánchez, ante el fenómeno de la España vaciada. Su discurso, fuertemente crítico, se tornó viral y suscitó un amplio debate. Desde septiembre del mismo año es columnista semanal del diario El País.
En septiembre de 2023 publicó el cuento infantil ¿Y si fuera feria cada día?, ilustrado por Coco Dávez.
Es una fuerte crítica del liberalismo y del progresismo, entendido como una «huida hacia adelante».

## Obra
- Feria (2020)
- ¿Y si fuera feria cada día? (2023). Ilustrado por Coco Dávez.